# 新客家廣播電台
新客家電台是台灣第一家商業FM廣播電台。电台于1997年開播，内容以聽眾函電、對談講話、音樂節目為主。收聽頻率為93.5。
收聽範圍：桃園、新竹地區及部分苗栗、臺北地區。

## 特色
二十四小時採用臺灣客家語播出的商業性電台。

## 外部連結
- 官方网站
- 新客家電台即時收聽 （页面存档备份，存于）